# Microsoft Planner
 (octobre 2021).
Microsoft Planner est une application de planification disponible sur la plateforme Microsoft 365. L'application est disponible pour les abonnés Premium, Business et Education à Microsoft 365. Microsoft Planner est un outil axé sur le travail d'équipe qui peut être utilisé de diverses manières. Certains des utilisations de Planner incluent la gestion d'équipe, le partage de fichiers et l'organisation. Le 6 juin 2016, Microsoft a rendu l'application disponible pour une version générale et l'a déployée au cours des premières semaines pour les plans d'abonnement éligibles. Microsoft Planner est disponible via l'App Store et le Google Play Store, ainsi que sur ordinateur. Ce qui rend Microsoft Planner est largement accessible. Pour commencer à accéder au planificateur Microsoft, il faut d'abord créer un compte Microsoft 365.
Planner permet aux utilisateurs et aux équipes de créer des plans, d'assembler et d'attribuer des tâches, de partager des fichiers, de communiquer et de collaborer avec d'autres utilisateurs et de recevoir des mises à jour de progression via divers moyens. Le planificateur Microsoft est lié aux groupes Microsoft 365, ce qui signifie qu'il est possible pour les utilisateurs de collaborer via les plateformes. Chaque nouveau plan créé dans Planner crée automatiquement un nouveau groupe Microsoft 365.